# Cembra
Cembra är en ort och frazione i kommunen Cembra Lisignago i provinsen Trento i regionen Trentino-Sydtyrolen i Italien. 
Cembra upphörde som kommun den 1 januari 2016 och bildade med den tidigare kommunen Lisignago den nya kommunen Cembra Lisignago. Den tidigare kommunen hade 1 826 invånare (2015).